# Мірашхані
Мірашхані (груз. მირაშხანი) — село в Грузії.
За даними перепису населення 2014 року в селі проживає 312 осіб.